# Dicranota radialis
Dicranota radialis är en tvåvingeart som beskrevs av Alexander 1941. Dicranota radialis ingår i släktet Dicranota och familjen hårögonharkrankar. Inga underarter finns listade i Catalogue of Life.